# Route 28A (Alberta)
La Route 28A est une route de 18 kilomètres (11 mi) en Alberta reliant la route 15 au nord-est d'Edmonton à la route 28 près de Gibbons. Elle emprunte 17 Street NE dans les limites d'Edmonton et constitue une route alternative à la route 28 dans la ville vers le nord. La route fait partie du réseau routier national puisqu'elle constitue la portion la plus au sud du corridor reliant Edmonton à Fort McMurray.

## Description du tracé
La route débute à l'intersection avec la route 15 (Manning Drive) au nord-est d'Edmonton. Elle emprunte 17 Street NE et se dirige vers le nord en traversant des zones rurales et résidentielles sur environ 3,5 km (2 mi) jusqu'à la route 37, où elle entre dans le Comté de Sturgeon. Elle continue vers le nord jusqu'à Gibbons où elle rencontre la route 643. Elle traverse la rivière Sturgeon et prend fin à un échangeur avec la route 28.

## Futur
Le Gouvernement albertain prévoit d'améliorer l'entièreté du corridor reliant Edmonton à Fort McMurray pour que les routes le constituant soient à chaussées divisées. Cela comprendrait le doublement de la route 28A dans son entièreté.

## Intersections majeures
| Municipalité rurale / spécialisée | Ville            | km    | Destinations                                           | Notes                             |
| --------------------------------- | ---------------- | ----- | ------------------------------------------------------ | --------------------------------- |
| Ville d'Edmonton                  | Ville d'Edmonton | 0,00  | AB-15 (Manning Drive) – Fort Saskatchewan              |                                   |
| Comté de Sturgeon                 |                  | 3,40  | AB-37 – Onoway, Fort Saskatchewan                      |                                   |
| Comté de Sturgeon                 | Gibbons          | 16,40 | AB-643 est / 53 Avenue                                 | Terminus ouest de l'AB-643        |
| Comté de Sturgeon                 | Gibbons          | 17,70 | AB-28 – Cold Lake, Fort McMurray, Bon Accord, Edmonton | L'AB-28A nord devient l'AB-28 est |
| - Transition de route             |                  |       |                                                        |                                   |